# Aranda de Duero-Montecillo
Aranda de Duero-Montecillo (hiszp. Estación de Aranda de Duero-Montecillo) – stacja kolejowa w Aranda de Duero, w prowincji Burgos, we wspólnocie autonomicznej Kastylia-León, w Hiszpanii. Stacja została otwarta w dniu 1968 roku.